# ديريك كونولي
ديريك كونولي (بالإنجليزية: Derek Connolly)‏ هو كاتب سيناريو أمريكي، ولد في 1976 في ميامي في الولايات المتحدة.

## وصلات خارجية
- ديريك كونولي على موقع IMDb (الإنجليزية)
- ديريك كونولي على موقع روتن توميتوز (الإنجليزية)
- ديريك كونولي على موقع ألو سيني (الفرنسية)
- ديريك كونولي على موقع أول موفي (الإنجليزية)
- ديريك كونولي على موقع بوكس أوفيس موجو (الإنجليزية)
- ديريك كونولي على موقع قاعدة بيانات الفيلم (الإنجليزية)
- ديريك كونولي على موقع كينوبويسك (الروسية)